# DDR-Oberliga 1966/67 (Badminton)
Die DDR-Oberliga im Badminton war in der Saison 1966/1967 die höchste Mannschaftsspielklasse der in der DDR Federball genannten Sportart. Es war die achte Austragung dieser Mannschaftsmeisterschaft.

## Ergebnisse
Aktivist Tröbitz – SG Gittersee 11:0
25. September 1966 Dresden
1. MX: Gottfried Seemann / Rita Gerschner – Claus Kattner / Karin Weise 15:4 15:0
2. MX: Joachim Schimpke / Annemarie Seemann – Peter Uhlig / Bärbel Uhlig 15:8 15:8
1. HD: Gottfried Seemann / Harry Deinert – Claus Kattner / Peter Uhlig 15:3 15:7
2. HD: Klaus Katzor / Joachim Schimpke – Eberhard Hübner / Peter Bräseke 15:0 15:0
1. HE: Gottfried Seemann – Eberhard Hübner 15:0 15:0
2. HE: Klaus Katzor – Claus Kattner 15:8 15:4
3. HE: Joachim Schimpke – Peter Uhlig 15:8 15:7
4. HE: Harry Deinert – Peter Bräseke 15:6 15:3
1. DE: Rita Gerschner – Karin Weise 11:2 11:1
2. DE: Annemarie Seemann – Bärbel Uhlig 11:0 11:0
1. DD: Rita Gerschner / Annemarie Seemann – Karin Weise / Bärbel Uhlig 15:3 15:1
Aktivist Tröbitz – Einheit Greifswald 11:0
16. Oktober 1966 Tröbitz
1. MX: Gottfried Seemann / Rita Gerschner – Funke / Jutta Thürk 15:1 15:0
2. MX: Joachim Schimpke / Annemarie Seemann – - 15:0 15:0
1. HD: Erich Wilde / Gottfried Seemann – Klaus Müller / Hans-Peter Meyer 15:1 15:1
2. HD: Klaus Katzor / Joachim Schimpke – Funke / Eberhard Daus 15:0 15:2
1. HE: Gottfried Seemann – Klaus Müller 15:6 15:12
2. HE: Klaus Katzor – Hans-Peter Meyer 15:2 15:2
3. HE: Joachim Schimpke – Funke 15:6 15:1
4. HE: Erich Wilde – Eberhard Daus 15:1 15:2
1. DE: Rita Gerschner – Jutta Thürk 11:2 11:0
2. DE: Annemarie Seemann – - 15:0 15:0
1. DD: Rita Gerschner / Annemarie Seemann – - 15:0 15:0
Aktivist Tröbitz – Motor Zittau 8:3
13. November 1966 Zittau
1. MX: Gottfried Seemann / Rita Gerschner – Horst Hensel / Brigitte Plaxin 15:4 15:11
2. MX: Joachim Schimpke / Annemarie Seemann – C. Engelmann / Gudrun Hensel 15:2 8:15 15:10
1. HD: Gottfried Seemann / Erich Wilde – Horst Hensel  / Bernd Taubert 15:0 15:1
2. HD: Klaus Katzor / Joachim Schimpke – Rainer Ullrich / C. Engelmann 15:9 5:15 12:15
1. HE: Gottfried Seemann – Horst Hensel 18:13 15:3
2. HE: Klaus Katzor – Bernd Taubert 15:7 15:9
3. HE: Joachim Schimpke – Rainer Ullrich 14:15 13:15
4. HE: Erich Wilde – Gottlieb Plaxin 15:7 15:13
1. DE: Rita Gerschner – Brigitte Plaxin 11:9 12:10
2. DE: Annemarie Seemann – Gudrun Hensel 7:11 3:11
1. DD: Rita Gerschner / Annemarie Seemann – Brigitte Plaxin / Horst Hensel 15:13 15:7
Aktivist Tröbitz – Dynamo Freiberg 10:1
16. November 1966 Tröbitz
1. MX: Klaus Katzor / Rita Gerschner – Wolf-Dieter Tränkner  / Petra Barnack 15:12 15:12
2. MX: Joachim Schimpke / Ruth Mertzig – Peter Richter  / Annemarie Richter 15:9 15:0
1. HD: Klaus Katzor / Joachim Schimpke – Wolf-Dieter Tränkner  / Peter Richter 15:2 15:1
2. HD: Erich Wilde / Helfried Wunderlich – Werner Naumann / Lothar Göhler 15:8 11:15 12:15
1. HE: Klaus Katzor – Wolf-Dieter Tränkner 15:7 15:4
2. HE: Joachim Schimpke – Peter Richter 15:4 15:3
3. HE: Erich Wilde – Lothar Göhler 15:12 15:11
4. HE: Helfried Wunderlich – Werner Naumann 15:7 15:9
1. DE: Rita Gerschner – Annemarie Richter 11:1 11:0
2. DE: Ruth Mertzig – Petra Barnack 11:1 11:0
1. DD: Rita Gerschner / Ruth Mertzig – Petra Barnack / Annemarie Richter 15:6 15:9
Aktivist Tröbitz – DHfK Leipzig 11:0
18. Dezember 1966 Leipzig
1. MX: Gottfried Seemann / Rita Gerschner – Volker Herbst / Dagmar Herbst 15:7 9:15 15:1
2. MX: Joachim Schimpke / Annemarie Seemann – Bernd Hachmeister / Beate Herbst 15:12 10:15 15:8
1. HD: Gottfried Seemann / Erich Wilde – Volker Herbst / Norbert Skonetzki 15:2 15:11
2. HD: Joachim Schimpke / Klaus-Peter Färber – Gerd Hachmeister / Bernd Hachmeister 15:5 4:15 18:15
1. HE: Gottfried Seemann – Volker Herbst 15:6 15:8
2. HE: Joachim Schimpke – Bernd Lawrenz 15:7 18:13
3. HE: Klaus-Peter Färber – Norbert Skonetzki 13:15 15:3 15:2
4. HE: Erich Wilde – Gerd Hachmeister 15:1 15:3
1. DE: Rita Gerschner – Beate Herbst 11:8 11:5
2. DE: Annemarie Seemann – Dagmar Herbst 11:5 9:11 11:5
1. DD: Rita Gerschner / Annemarie Seemann – Beate Herbst / Dagmar Herbst 15:13 15:10
Aktivist Tröbitz – EBT Berlin 10:1
8. Januar 1967 EBT-Halle Berlin
1. MX: Gottfried Seemann / Rita Gerschner – Gerd Migdal / Christel Heinicke 14:18 15:7 15:3
2. MX: Joachim Schimpke / Annemarie Seemann – Lothar Diehr / Heide Puchert 4:15 15:8 15:12
1. HD: Gottfried Seemann / Erich Wilde – Gerd Migdal / Lothar Diehr 15:8 15:7
2. HD: Klaus Katzor / Joachim Schimpke – Hans Abraham / Klaus Adam 15:6 15:5
1. HE: Gottfried Seemann – Gerd Migdal 15:0 15:8
2. HE: Klaus Katzor – Lothar Diehr 5:15 15:9 15:3
3. HE: Joachim Schimpke – Hans Abraham 17:15 15:0
4. HE: Erich Wilde – Klaus Adam 18:13 14:17 3:15
1. DE: Rita Gerschner – Heide Puchert 11:1 11:4
2. DE: Annemarie Seemann – Christel Heinicke 11:8 11:6
1. DD: Rita Gerschner / Annemarie Seemann – Heide Puchert / Christel Heinicke 15:2 15:10
Aktivist Tröbitz – SG Gittersee 11:0
22. Januar 1967 Tröbitz
1. MX: Joachim Schimpke / Annemarie Seemann – Rainer Claußnitzer / Karin Weise 15:6 15:8
2. MX: Erich Wilde / Rita Gerschner – - 15:0 15:0
1. HD: Gottfried Seemann / Erich Wilde – Klaus Renner / Claus Kattner 15:11 15:2
2. HD: Klaus Katzor / Joachim Schimpke – - 15:0 15:0
1. HE: Gottfried Seemann – Klaus Renner 15:5 15:8
2. HE: Klaus Katzor – Claus Kattner 15:3 15:3
3. HE: Joachim Schimpke – Rainer Claußnitzer 15:0 15:2
4. HE: Erich Wilde – - 15:0 15:0
1. DE: Rita Gerschner – Karin Weise 11:1 11:2
2. DE: Annemarie Seemann – - 11:0 11:0
1. DD: Annemarie Seemann / Rita Gerschner – - 15:0 15:0
Aktivist Tröbitz – Motor Zittau 8:3
19. Februar 1967 Tröbitz
1. MX: Klaus Katzor / Rita Gerschner – Horst Hensel / Brigitte Plaxin 15:5 15:6
2. MX: Joachim Schimpke / Annemarie Seemann – Rainer Ullrich / Gudrun Hensel 5:15 11:15
1. HD: Klaus Katzor / Joachim Schimpke – Horst Hensel / Wieland Pilz 15:5 15:1
2. HD: Klaus-Peter Färber / Helfried Wunderlich – Rainer Ullrich / Gottlieb Plaxin 12:15 15:12 18:16
1. HE: Klaus Katzor – Horst Hensel 15:5 15:3
2. HE: Joachim Schimpke – Wieland Pilz 15:1 15:7
3. HE: Klaus-Peter Färber – Rainer Ullrich 15:9 15:8
4. HE: Helfried Wunderlich – Gottlieb Plaxin 8:15 7:15
1. DE: Rita Gerschner – Gudrun Hensel 11:5 11:2
2. DE: Annemarie Seemann – Brigitte Plaxin 8:11 5:11
1. DD: Rita Gerschner / Annemarie Seemann – Gudrun Hensel / Brigitte Plaxin 15:1 15:4
Aktivist Tröbitz – Dynamo Freiberg 9:2
12. März 1967 Freiberg
1. MX: Klaus Katzor / Rita Gerschner – Peter Richter / Erika Roscher 15:4 15:2
2. MX: Joachim Schimpke / Annemarie Seemann – Lothar Göhler / Vera Below 17:16 15:9
1. HD: Klaus Katzor / Joachim Schimpke – Wolf-Dieter Tränkner  / Peter Richter 15:5 15:7
2. HD: Gerhard Dietze / Klaus-Peter Färber – Lothar Göhler / Werner Naumann 15:18 10:15
1. HE: Klaus Katzor – Peter Richter 15:3 15:1
2. HE: Joachim Schimpke – Lothar Göhler 13:18 15:8 15:9
3. HE: Klaus-Peter Färber – Wolf-Dieter Tränkner 15:13 15:4
4. HE: Gerhard Dietze – Rudolph Roscher 6:15 5:15
1. DE: Rita Gerschner – Erika Roscher 11:0 11:0
2. DE: Annemarie Seemann – Vera Below 11:1 3:11 11:2
1. DD: Rita Gerschner / Annemarie Seemann – Erika Roscher / Vera Below 15:5 15:5
Aktivist Tröbitz – DHfK Leipzig 10:1
2. April 1967 Tröbitz
1. MX: Gottfried Seemann / Rita Gerschner – Volker Herbst / Dagmar Herbst 15:9 15:11
2. MX: Klaus-Peter Färber / Ruth Mertzig – Bernd Hachmeister / Beate Herbst 3:15 6:15
1. HD: Gottfried Seemann / Erich Wilde – Volker Herbst / Gerd Hachmeister 15:7 1:15 15:9
2. HD: Klaus Katzor / Klaus-Peter Färber – Reinhard Stobbe / Bernd Hachmeister 15:9 15:6
1. HE: Gottfried Seemann – Volker Herbst 15:9 15:12
2. HE: Klaus Katzor – Bernd Hachmeister 15:7 15:2
3. HE: Klaus-Peter Färber – Gerd Hachmeister 15:7 15:7
4. HE: Erich Wilde – Reinhard Stobbe 14:17 15:2 15:10
1. DE: Rita Gerschner – Beate Herbst 11:1 9:11 11:8
2. DE: Ruth Mertzig – Dagmar Herbst 11:2 12:10
1. DD: Ruth Mertzig / Rita Gerschner – Beate Herbst / Dagmar Herbst 15:9 12:15 15:7
Aktivist Tröbitz – EBT Berlin 11:0
30. April 1967 Tröbitz
1. MX: Gottfried Seemann / Rita Gerschner – Lothar Diehr / Migdal 15:9 15:8
2. MX: Joachim Schimpke / Annemarie Seemann – Gerd Migdal / Hannelore Kühne 15:9 15:2
1. HD: Gottfried Seemann / Erich Wilde – Lothar Diehr / Gerd Migdal 15:3 15:9
2. HD: Klaus Katzor / Joachim Schimpke – Klaus Adam / Hans Abraham 15:3 15:7
1. HE: Gottfried Seemann – Lothar Diehr 15:3 15:5
2. HE: Klaus Katzor – Gerd Migdal 15:6 15:9
3. HE: Joachim Schimpke – Hans Abraham 15:4 15:18 15:5
4. HE: Klaus-Peter Färber – Klaus Adam 13:15 15:10 15:4
1. DE: Rita Gerschner – Migdal 11:3 11:1
2. DE: Ruth Mertzig – Hannelore Kühne 11:0 11:8
1. DD: Rita Gerschner / Annemarie Seemann – Hannelore Kühne / Migdal 15:2 15:2
Aktivist Tröbitz – Einheit Greifswald 11:0
7. Mai 1967 Greifswald
1. MX: Gottfried Seemann / Rita Gerschner – Klaus Müller / Jutta Thürk 15:4 15:11
2. MX: Joachim Schimpke / Annemarie Seemann – Hans-Peter Meyer / Jutta Steffen 15:4 15:6
1. HD: Gottfried Seemann / Klaus-Peter Färber – Klaus Müller / Hans-Peter Meyer 15:4 15:6
2. HD: Klaus Katzor / Joachim Schimpke – Eberhard Daus / Karl-Heinz Daus 15:0 15:0
1. HE: Gottfried Seemann – Klaus Müller 18:16 4:15 15:13
2. HE: Klaus Katzor – Hans-Peter Meyer 15:4 15:2
3. HE: Joachim Schimpke – Eberhard Daus 15:0 15:0
4. HE: Klaus-Peter Färber – Karl-Heinz Daus 15:2 15:7
1. DE: Rita Gerschner – Jutta Thürk 11:1 11:5
2. DE: Annemarie Seemann – Jutta Steffen 11:2 11:2
1. DD: Rita Gerschner / Annemarie Seemann – Jutta Thürk / Jutta Steffen 15:3 15:0

## Endstand
| Platz | Mannschaft |
| ----- | --- |
| 1.    | Aktivist Tröbitz (Gottfried Seemann, Joachim Schimpke, Erich Wilde, Klaus-Peter Färber, Klaus Katzor, Harry Deinert, Helfried Wunderlich, Gerhard Dietze, Ruth Mertzig, Rita Gerschner, Annemarie Fritzsche) |
| 2.    | Motor Zittau (Horst Hensel, Gottlieb Plaxin, Wieland Pilz, Bernd Taubert, Claus Engelmann, Rainer Ullrich, Gudrun Hensel, Brigitte Plaxin)                                                                   |
| 3.    | EBT Berlin (Lothar Diehr, Gerd Migdal, Hans Abraham, Klaus Adam, Werner Wienecke, Günter Görges, Kurt Willumeit, Heide Puchert, Hannelore Kühne, Christel Heinicke, Migdal)                                  |
| 4.    | HSG DHfK Leipzig (Volker Herbst, Norbert Skonetzki, Gerd Hachmeister, Bernd Hachmeister, Reinhard Stobbe, Bernd Lawrenz, Beate Herbst, Dagmar Herbst, Marianne Döhler)                                       |
| 5.    | SG Gittersee (Claus Kattner, Peter Uhlig, Eberhard Hübner, Peter Bräseke, Rainer Claußnitzer, Karin Weise, Bärbel Uhlig)                                                                                     |
| 6.    | Einheit Greifswald (Klaus Müller, Hans-Peter Meyer, Funke, Karl-Heinz Daus, Eberhard Daus, Jutta Thürk, Jutta Steffen)                                                                                       |
| 7.    | Dynamo Freiberg (Wolf-Dieter Tränkner, Peter Richter, Werner Naumann, Lothar Göhler, Rudolph Roscher, Petra Barnack, Annemarie Richter, Erika Roscher, Vera Below)                                           |